# 拉纳卡区
拉纳卡区（希臘語：Επαρχία Λάρνακας），是塞浦路斯的一个区。主要城镇为拉纳卡。拉纳卡区目前大部分土地由塞浦路斯共和国政府控制，一小部分由北塞浦路斯当局控制。该区内有塞浦路斯的主要机场拉纳卡国际机场。此外，该区内还有一个该国重要的港口。
土控拉纳卡区由北塞方面的尼科西亞區管理。

## 聚居点
拉纳卡区下分为6个市镇和53个社区。部分市镇和社区如下：
- 阿拉季普
- 拉纳卡